# أنتوني ماريون
أنتوني ماريون (بالفرنسية: Anthony Marion)‏ هو لاعب دوري الرغبي فرنسي، ولد في 12 يناير 1994 في فرنسا.